# Lithophyllum

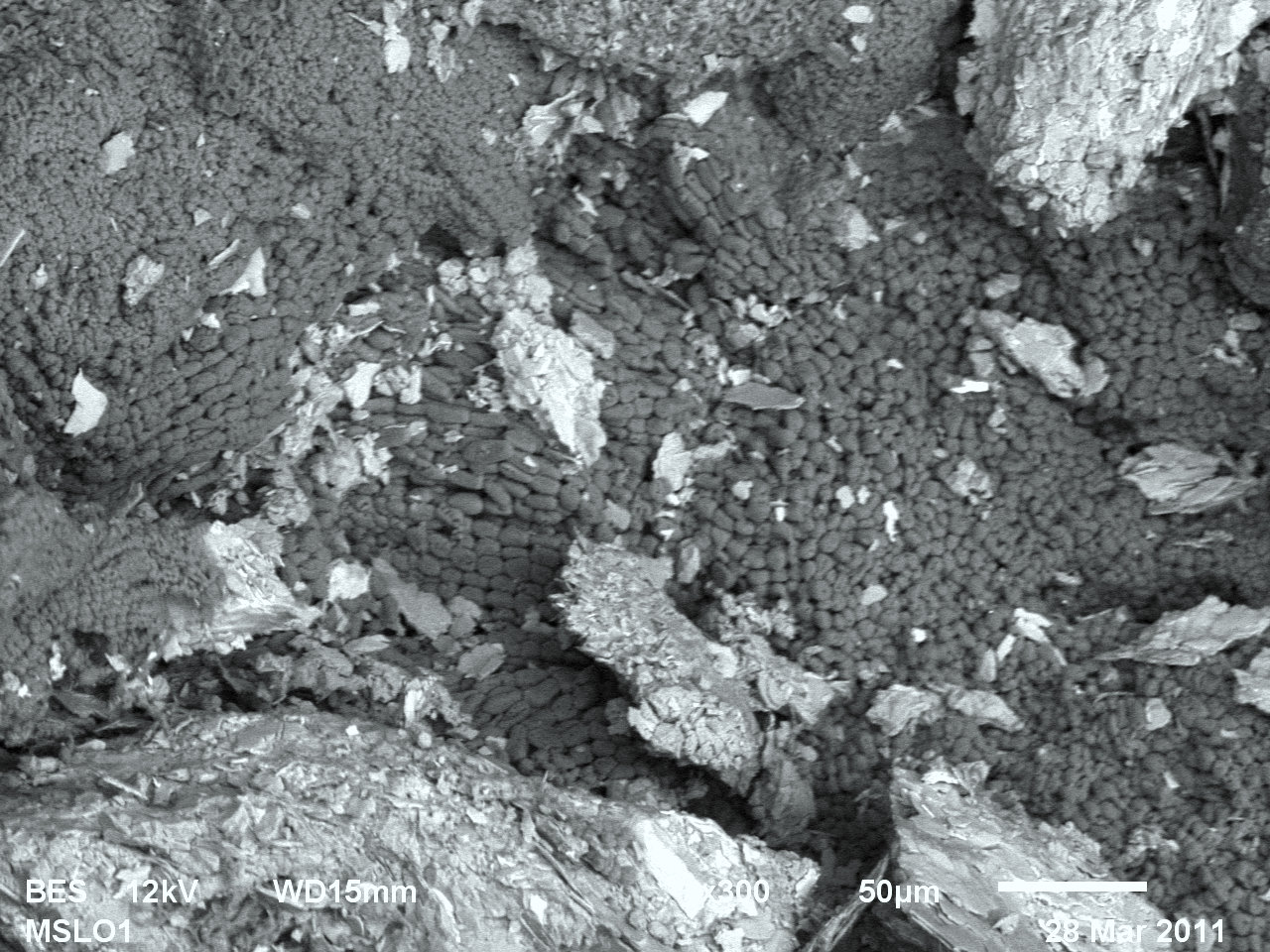
Mészkőből kioldott L. orbiculatum fosszíliájának pásztázó elektronmikroszkópos képe.

A Lithophyllum a vörösmoszatok közé tartozó Corallinales rend egy nemzetsége. Viszonylag fajgazdag, jelenleg 120 faját tartják számon. Mészkiválasztó szervezet, amely bevonatot képez az aljzat kőzetein vagy más élőlényein. A kréta időszaktól ismert, fosszilis előfordulásai jelentősek, egyes helyeken kőzetalkotó mennyiségű.

## Fajok
- L. acanthinum
- L. accedens
- L. acrocamptum
- L. aequum
- L. africanum
- L. albanense
- L. almanense
- L. alternans
- L. amplostratum
- L. aninae
- L. antillarum
- L. atalayense
- L. azorum
- L. bahrijense
- L. balmeri
- L. bamleri
- L. belgicum
- L. bipartitum
- L. brachiatum
- L. byssoides
- L. californiense
- L. canescens
- L. caribaeum
- L. cephaloides
- L. chamberlainianum
- L. complexum
- L. congestum
- L. cristatum
- L. crodelioides
- L. crouaniorum
- L. cuneatum
- L. cystoseirae
- L. decussatum
- L. dentatum
- L. detrusum
- L. diguetti
- L. dispar
- L. divaricatum
- L. dublancqui
- L. duckerae
- L. elegans
- L. esperi
- L. falkandcidum
- L. fasciculatum
- L. fernandezianum
- L. fetum
- L. flavescens
- L. frondosum
- L. frutescens
- L. geometricum
- L. giraudii
- L. gracile
- L. grandiusculum
- L. grumosum
- L. hauckii
- L. hermaphroditum
- L. hibernicum
- L. imitans
- L. impressum
- L. incrustans
- L. insipidum
- L. intermedium
- L. irregulare
- L. irvineanum
- L. johansenii
- L. kotschyanum
- L. laeve
- L. lapidea
- L. leptothalloideum
- L. lichenare
- L. lithophylloides
- L. lividum
- L. lobatum
- L. margaritae
- L. mgarrense
- L. moluccense
- L. mutabile
- L. neoatalayense
- L. nitorum
- L. okamurae
- L. oligocarpum
- L. orbiculatum
- L. pallescens
- L. papillosum
- L. paradoxum
- L. pinguiense
- L. platyphyllum
- L. polycarpum
- L. polycephalum
- L. polyclonum
- L. prelichenoides
- L. premoluccense
- L. preprototypum
- L. proboscideum
- L. punctatum
- L. pygmaeum
- L. racemus
- L. retusum
- L. rileyi
- L. sancti-georgei
- L. shioense
- L. sierra-blancae
- L. simile
- L. skottsbergii
- L. stephensonii
- L. stictaeforme
- L. subantarcticum
- L. subreduncum
- L. subtenellum
- L. tamiense
- L. tarentinum
- L. tortuosum
- L. trinidadense
- L. trochanter
- L. tuberculatum
- L. tumidulum
- L. veleroae
- L. vickersiae
- L. yessoense
- L. zostericola

## Fordítás
- Ez a szócikk részben vagy egészben  a   Lithophyllum című angol Wikipédia-szócikk fordításán alapul.  Az eredeti cikk szerkesztőit annak laptörténete sorolja fel. Ez a jelzés csupán a megfogalmazás eredetét és a szerzői jogokat jelzi, nem szolgál a cikkben szereplő információk forrásmegjelöléseként.